# Nelson, Columbia Britanică
Nelson (The Queen City) este un orășel cu 9.529 loc. (în 2006) în provincia Columbia Britanică, Canada. El se află amplasat pe malul lacului Kootenay în munții Selkirk Mountains, districtul Kootenay. Localitatea a început să se dezvolte mai rapid prin anul 1866 când s-au descoperit zăcăminte de argint în regiune. În anul 1900 are deja o rețea de linii pentru tramvai. Multe dintre casele clădite în stil victorian se mai pot vedea și azi. În Nelson, administrația orașului duce o politică liberală, fiind tolerat comerțul cu marijuana.

## Personalități marcante
- Nancy Argenta, soprană
- Danny Gare, jucător de hochei
- John Greyson, regizor și scenarist
- Pat Price, jucător de hochei